# Szczyt Vauréala
Szczyt Vauréala (ang. Vauréal Peak, hiszp. Pico Vauréal, fr. Cap Vauréal) - wzniesienie na Wyspie Króla Jerzego, na południowym krańcu półwyspu Kraków Peninsula u wylotu Zatoki Admiralicji.
Nazwa została nadana przez francuską ekspedycję antarktyczną w grudniu 1909 roku, prawdopodobnie na cześć sponsora ekspedycji. 